# Dragon Quest VI: Realms of Revelation
Dragon Quest VI: Realms of Revelation (ドラゴンクエストVI 幻の大地, Doragon Kuesuto Shikkusu Maboroshi no Daichi), também conhecido como Dragon Quest VI: Realms of Reverie na Europa, é um RPG eletrônico desenvolvido pela companhia japonesa Heartbeat e publicado pela Enix (atual Square Enix) para o Super Famicom, sendo parte da série Dragon Quest. É o último jogo da trilogia Zenithia. Foi lançado no Japão em 9 de dezembro de 1995. Este jogo foi desenvolvido pela Heartbeat, enquanto os jogos anteriores da série haviam sido desenvolvidos pela Chunsoft. Uma recriação para Nintendo DS foi lançado na América do Norte em 14 de fevereiro de 2011 e na Europa em 20 de maio de 2011.

## Enredo

### Cenário

Captura de tela de uma batalha na versão original do jogo

Como outros jogos da série Dragon Quest, o cenário de Dragon Quest VI é muito medieval, com muitos castelos, cavaleiros e magia. O mundo principal é dividido em "Mundo Real" e "Mundo dos sonhos", separados um do outro mas com mapas similares. Para ir de um mundo ao outro, a equipe usa deformações especiais (como poços), sobe ou desce escadas no mapa do mundo ou cai em buracos do "mundo dos sonhos" para o "mundo real".
Se algo não puder ser encontrado no "mundo real", pode aparecer no "mundo dos sonhos". Outra similaridade a outros jogos da série é o "Reino do Medo" (Dread World). Este mapa separado possui uma ilha escura com um mar psicodélico a seu redor e alguns dos monstros mais fortes do jogo. O chefe final, Mortamor, mora lá. Quando Mortamor é derrotado, o jogador pode acessar um calabouço especial e encontrar o chefe final secreto, Noktumus.

## Recepção
Apesar do alto preço de 11.970 ienes, o jogo vendeu 3,2 milhões de cópias no Japão, sendo o jogo mais vendido de 1995. Em 2010, o remake para Nintendo DS vendeu quase um milhão de cópias no Japão em sua primeira semana. Até março de 2010, o jogo havia vendido mais de 1,2 milhões de cópias.
De acordo com a revista Nintendo Power, planejava-se lançar o jogo na América do Norte na primavera de 1996 sob o título de “Dragon Warrior V”.  No entanto, tal lançamento nunca ocorreu pois a Enix já havia desistido do mercado norte-americano. A Square, uma das únicas companhias que ainda desejavam traduzir RPGs eletrônicos para o inglês, estava muito ocupada tentando vender seus próprios jogos nos país. A equipe da Nintendo Power escreveu em seu volume 81 um artigo sobre Dragon Quest VI, tendo a esperança de que o jogo fosse lançado nos EUA. Também afirmou que a série poderia não ser tão atraente à audiência americana por haver muitas lutas no jogo e pouca aventura. Outros críticos mencionaram que é muito tedioso desenvolver as classes das personagens e que os dois mundos do jogo são  muito grandes, duas possíveis razões contra o lançamento nos EUA.
Dragon Quest VI ficou em sétimo lugar entre os 10 melhores jogos japoneses nunca lançados nos EUA, classificação feita na edição de maio de 2005 da revista GamePro.
Kurt Kalata, do website Gamasutra, elogiou o enredo do jogo, particularmente seu cenário inovador. Disse que embora seja comparável ao mundo de The Legend of Zelda: A Link to the Past, Dragon Quest VI apresenta um cenário único de mundo real e mundo dos sonhos, que Kalata sugere que tenham influenciado jogos posteriores da Square, como Chrono Cross e Final Fantasy X. Também elogiou as melhorias na jogabilidade, incluindo o aprimoramento do sistema de classes desde Dragon Quest III, sendo agora mais semelhante ao sistema de Final Fantasy V; elogiou também a adição de uma mochila que torna o gerenciamento do inventário melhor que o dos jogos anteriores da série. Conclui que o jogo “ainda é fantástico”.